# 山田剛志
山田 剛志（やまだ つよし、1965年 - ）は、日本の法学者・弁護士。成城大学法学部教授。学位は、博士（法学）（青山学院大学・論文博士・2011年）（学位論文『金融自由化と顧客保護法制』）。専門は商法。トップカルチャー監査役、日本瓦斯監査役。

## 人物・経歴
新潟県生まれ。村上市立岩船小学校、新潟県立新発田高等学校を経て、1989年新潟大学法学部卒業、第四銀行入行。1993年新潟大学大学院法学研究科修士課程修了。1996年一橋大学大学院法学研究科博士後期課程単位取得退学。専門は商法の特に会社法及び金融法。
1996年新潟大学法学部助教授。1997年チュービンゲン大学在外研究。1999年アルバータ大学客員教授。2000年コロンビア大学コロンビア・ロー・スクール客員研究員。2004年新潟大学大学院実務法学研究科准教授、弁護士登録（新潟弁護士会）、風間法律事務所入所。
2007年トップカルチャー顧問。2008年トップカルチャー監査役。2010年成城大学法学部教授、弁護士登録（東京弁護士会）。新潟簡易裁判所調停委員、新潟県県有財産証券化審議会委員、村上市議員定数等検討委員会委員長等も歴任。
2011年青山学院大学より博士（法学）の学位を取得、敬和綜合法律事務所客員弁護士、TSUTAYA STATIONERY NETWORK監査役、財団法人新発田市まちづくり振興公社清算人。2015年日本瓦斯監査役。2020年弁護士法人日新法律事務所設立・代表社員。

## 著書
- 『金融の証券化と投資家保護 : ドイツ投資信託からの法的・経済的示唆』山社出版 2000年
- 『法科大学院 : 日本型ロースクールとは何か』平凡社 2002年
- 『金融自由化の法的構造 : 説明義務・銀行取締役の注意義務・破綻処理』信山社出版 2002年
- 『暮らしのトラブル法律相談 : 法化社会を生き抜くヒント』中央公論新社 2003年
- 『新しいビジネス法』（太田洋, 増田健一と共著）弘文堂 2006年
- 『金融自由化と顧客保護法制』中央経済社 2008年
- 『入門企業法』（萬澤陽子と共著）弘文堂 2012年
- 『金融商品取引法の基礎』（川村正幸, 品谷篤哉, 芳賀良と共著）中央経済社 2018年
- 『コア・テキスト会社法』（川村正幸, 品谷篤哉, 山田剛志, 尾関幸美と共著）新世社 2020年
- 『搾取される研究者たち : 産学共同研究の失敗学』光文社 2020年

### 編著
- 『AI・DXが変える現代社会と法』（弥永真生と共編著）商事法務 2021年

### 編集
- 『現代企業法・金融法の課題』（弥永真生, 大杉謙一と共編）弘文堂 2004年

### 監修
- 『いざ!というとき得をする法律のきほん vol.1』日新 2021年